# Праведник Бабиного Яру
Праведник Бабиного Яру — почесне звання, що присвоюється особам, які під час окупації Києва переховували євреїв, яких нацисти та їхні поплічники знищували. Такі дії загрожували смертю тим, хто переховував євреїв. 
Звання засноване фондом «Пам'ять Бабиного Яру» та присвоєно більш ніж 4 500 нагородженим.

## Історія
Фонд «Пам'ять Бабиного Яру» засновано 22 жовтня 1988 року, його очолив учитель, історик і краєзнавець Ілля Левітас. 
У квітні 1989 затверджено звання «Праведник Бабиного Яру». Першими праведниками стали члени родини священика О. Глаголєва. Перші свідчення були від людей, які вціліли під час розстрілу: Геня Баташова, Марія Пальто, Раїса Дашкевич, Йосип Гусарєв, Василь Михайлівський, Людмила Бородянський, Шеля Поліщук, Роман Штейн. Перша зустріч киян з врятованими від розстрілу і їх рятівниками пройшла у Київському «Будинку вчителя» у листопаді 1989, в ній взяли участь більше 600 осіб. З ініціативи фонду міськими головами Києва Олександром Омельченком та Леонідом Черновецьким щорічно проходять урочисті прийоми Праведників, а також були встановлені щоквартальні стипендії.
І врятовані, і рятівники (або ж їхні родичі або свідки), звертаючись до фонду, заповнюють анкети, в яких описують факти порятунку, додають наявні свідоцтва.
Станом на 1 січня 2010 року у фонді знаходилось на обліку спогади та фотокартки 607 Праведників, з них живих – 119. 

## Нагородження
Нагороджені отримують: 
- Диплом Праведника Бабиного Яру
- Медаль Праведника Бабиного Яру
- Довічну пенсію
- На їх честь будуть саджати дерева на Алеї Праведників з табличкою, на якій зазначено ім'я та країну
- З 2009 всі Праведники отримують надбавку до пенсії[3].

## Алея Праведників
У 2011 на території Бабиного Яру передбачалося відкриття Алеї Праведників, проте відкриття відкладається. 

## Алфавітний покажчик Праведників Бабиного Яру

### А
| П. І. Б. праведника                        | Врятовані | Роки життя | Дата присвоєння звання |  |
| ------------------------------------------ | --- | ---------- | ---------------------- |  |
| Абрамова Ядвіга Павлівна                   | Заславський Олександр Аркадійович (1916) | 1907-1979  | 1999                   |  |
| Абросимова Марія Іванівна                  | Мазлах Елеонора Юріївна (1932) | 1902-1991  | 1998                   |  |
| Агєєв Олександр Андрійович                 | Білозовська Іда Семенівна (1906-1989), Агєєв Ігор Олександрович (1936), Білозовська Доба Семенівна (1912-2000), Мауер Роза Семенівна (1913)          | 1910-1990  | 1996                   |  |
| Агеєва Марія Іванівна                      | Білозовська Іда Семенівна (1906-1989), Агєєв Ігор Олександрович (1936), Білозовська Доба Семенівна (1912-2000), Мауер Роза Семенівна (1913)          | 1871-1944  | 1996                   |  |
| Агєєв Андрій Юхимович                      | Білозовська Іда Семенівна (1906-1989), Агєєв Ігор Олександрович (1936), Білозовська Доба Семенівна (1912-2000), Мауер Роза Семенівна (1913)          | 1870-1944  | 1996                   |  |
| Агєєва Єлизавета Андріївна                 | Білозовська Іда Семенівна (1906-1989), Агєєв Ігор Олександрович (1936), Білозовська Доба Семенівна (1912-2000), Мауер Роза Семенівна (1913)          | 1908-2005  | 1996                   |  |
| Азнакаєва (Сабірова) Зейнаб Жамалетдинівна | Смоленська (Брагинська) Ханна Абрамівна (1912-1970), Смоленський Леонід Олександрович (1933-2006)                                                    | 1926       | 1995                   |  |
| Айвазян Мирон                              | Ушеренко Абрам Іцкович (1902-1967) |            |                        |  |
| Алтинникова Ганна Георгіївна               | Баташева Геня Яківна (1924-1999), Пальті (Грінберг) Марія Зусівна (1929-2004)                                                                        | 1886-1963  |                        |  |
| Андрієвська Євгенія Василівна              | Соколова (Кисляр) Голда Шаївна (1905-1943), Дороценківська (Соколова) Лариса Григорівна (1934)                                                       | 1908-2001  | 1998                   |  |
| Андрієвська (Шаповалова) Інна Іванівна     | Соколова (Кисляр) Голда Шаївна (1905-1943), Дороценківська (Соколова) Лариса Григорівна (1934)                                                       | 1934       | 1998                   |  |
| Апраксіна Віра Михайлівна                  | Миргородська Олена Петрівна (1939) |            | 1992                   |  |
| Апраксіна Тетяна Денисівна                 | Іванова (Слівнілєєва) Вікторія Петрівна (1933), Чигріна (Слівнілєєва) Надія Петрівна (1919-1992), Константинівська Параска Костянтинівна (1897-1942) | 1919-1998  | 1998                   |  |
| Асєєв Юрій Сергійович                      | Фільченко (Наровлянська) Зоя Наумівна (1928) | 1917-2007  | 2001                   |  |

### Б
| П. І. Б. Праведника                   | Врятовані | Роки життя | Дата присвоєння звання |  |
| ------------------------------------- | --- | ---------- | ---------------------- |  |
| Бабинець Олексій Євтухович            | Жовинський Яків Овсійович (1911-1994) | 1919       | 2001                   |  |
| Бабинець Ольга Євтухівна              | Жовинський Яків Овсійович (1911-1994) | 1919       | 2001                   |  |
| Бабчун Наталя Федотівна               | Трегуб (Свириденко) Валентина Іванівна (1937), Ковальова (Свириденко) Людмила Іванівна (1939-1998)                                                                                          | 1901-2003  | 1999                   |  |
| Бабчун Олександр Костянтинович        | Трегуб (Свириденко) Валентина Іванівна (1937), Ковальова (Свириденко) Людмила Іванівна (1939-1998)                                                                                          | 1896-1985  | 1999                   |  |
| Бабчун Федір Олександрович            | Трегуб (Свириденко) Валентина Іванівна (1937), Ковальова (Свириденко) Людмила Іванівна (1939-1998)                                                                                          | 1927-2004  | 1999                   |  |
| Баліцька Ідалія Францисківна          | Дві немолоді жінки з сім'ї Брусиловських | 1895-1990  | 2001                   |  |
| Баліцька Ірина Львівна                | Дві немолоді жінки з сім'ї Брусиловських | 1926-1981  | 2001                   |  |
| Барановська Ганна Пилипівна           | Приходько Ганна Яківна (1903-1974), Приходько Віра Василівна (1924-1998) (Ржавська Бетя Львівна)                                                                                            | 1896-?     | 1995                   |  |
| Барановська Ганна Миколаївна          | Приходько Ганна Яківна (1903-1974), Приходько Віра Василівна (1924-1998) (Ржавська Бетя Львівна)                                                                                            | 1884-?     | 1995                   |  |
| Білевич Тетяна Йосипівна              | Радецький Ігор Олексійович (1936) | 1876-1965  | 2001                   |  |
| Білевич Віра Йосипівна                | Радецький Ігор Олексійович (1936) |            | 2001                   |  |
| Білевич Валентина Йосипівна           | Радецький Ігор Олексійович (1936) | 1876-?     | 2001                   |  |
| Білоконь Марія Денисівна              | Миргородська Олена Петрівна (1939) | 1911-1984  | 1992                   |  |
| Білоконь Людмила Володимирівна        | Миргородська Олена Петрівна (1939) | 1911-1984  | 1992                   |  |
| Білостоцька Марія Василівна           | Гершман (Смирнова) Енвеліна Мотелівна (1936) | 1883-1943  | 1998                   |  |
| Білостоцький Борис Опанасович         | Гершман (Смирнова) Енвеліна Мотелівна (1936) | 1910-1947  | 2001                   |  |
| Білостоцький Степан Опанасович        | Гершман (Смирнова) Енвеліна Мотелівна (1936) | 1913-2002  | 1998                   |  |
| Білостоцька Ніна Опанасіївна          | Гершман (Смирнова) Енвеліна Мотелівна (1936) | 1914-1943  | 1998                   |  |
| Білостоцька Неоніла Борисівна         | Гершман (Смирнова) Енвеліна Мотелівна (1936) | 1928       | 1998                   |  |
| Білостоцька Віра Олександрівна        | Гершман (Смирнова) Енвеліна Мотелівна (1936) | 1914-1985  | 2001                   |  |
| Білоус (Кубанська) Софія Іванівна     | Головей Жанна Андріївна (1939) (Абарбанель Жанна Борисівна) | 1906-1986  | 2002                   |  |
| Бебих (Хуторська) Ганна Іванівна      | Бродський Ісаак (1914-1944) | 1924       | 2002                   |  |
| Березльова Валентина Семенівна        | Ліберман Веніамін Абрамович (1905-1984) | 1910-1998  | 1989                   |  |
| Березовенко (Дворцина) Ольга Петрівна | Дворцина (Шептовецька) Ганна Борисівна (1937) | 1920-2008  |                        |  |
| Бобовик Євгенія Костянтинівна         | Земченок Мальвіна Феліксівна (1893-1971), Склянський Георгій Ігорович (1939), Склянський Олександр Ігорович (1937)                                                                          | 1898-1981  |                        |  |
| Бобовик Віктор Михайлович             | Земченок Мальвіна Феліксівна (1893-1971), Склянський Георгій Ігорович (1939), Склянський Олександр Ігорович (1937)                                                                          | 1923-2003  |                        |  |
| Бобровник Олена Петрівна              | Трегуб (Свириденко) Валентина Іванівна (1937), Ковальова (Свириденко) Людмила Іванівна (1939-1998)                                                                                          | 1901-?     | 1999                   |  |
| Бобровська Марія Опанасівна           | Штейн Рувим Ізраїльович (1926-2003) | 1900-1979  | 1992                   |  |
| Бобровський Михайло Дмитрович         | Штейн Рувим Ізраїльович (1926-2003) | 1927-2003  | 1992                   |  |
| Бобровський Микола Дмитрович          | Штейн Рувим Ізраїльович (1926-2003) | 1925-1978  | 1992                   |  |
| Бобровська Ольга Дмитрівна            | Штейн Рувим Ізраїльович (1926-2003) | 1935       | 1992                   |  |
| Бовтун Пелагея Гнатівна               | Тененбаум Борис Ісаакович (1932) | 1895-1976  | 1993                   |  |
| Богатько (Нідєльчук) Лідія Федорівна  | Гальперін (Свердлін) Леонід Давидович (1941) | 1928-2005  | 1999                   |  |
| Божкова (Зозуля) Марія Юхимівна       | Рубінштейн Абрам Якович (1914-1976) і його товариш з Харкова, Бланк Фрідель Яківна (1913-1974), Бланк Захар Наумович (1912-1941), Бланк Валерій Захарович (1940)                            | 1900-1976  | 1997                   |  |
| Божков Степан Трохимович              | Рубінштейн Абрам Якович (1914-1976) і його товариш з Харкова, Бланк Фрідель Яківна (1913-1974), Бланк Захар Наумович (1912-1941), Бланк Валерій Захарович (1940)                            | 1900-1941  | 1997                   |  |
| Божков Ігор Степанович                | Рубінштейн Абрам Якович (1914-1976) і його товариш з Харкова, Бланк Фрідель Яківна (1913-1974), Бланк Захар Наумович (1912-1941), Бланк Валерій Захарович (1940)                            | 1928-1998  | 1997                   |  |
| Божков Володимир Степанович           | Рубінштейн Абрам Якович (1914-1976) і його товариш з Харкова, Бланк Фрідель Яківна (1913-1974), Бланк Захар Наумович (1912-1941), Бланк Валерій Захарович (1940)                            | 1920-1981  | 1997                   |  |
| Божкова Тамара Степанівна             | Рубінштейн Абрам Якович (1914-1976) і його товариш з Харкова, Бланк Фрідель Яківна (1913-1974), Бланк Захар Наумович (1912-1941), Бланк Валерій Захарович (1940)                            | 1917-2002  | 1997                   |  |
| Бойко Єфросинія Трохимівна            | Липницька Тойба Гедаліївна, Липницький Самуїл Абрамович (1908-1944), Липницька (Бродська) Мара Самуїлівна (1929-2001), Липницький Аркадій Самуїлович (1938-1990), сестри Пікман Неля і Віра | 1902-1963  | 1995                   |  |
| Бойко Олександр Григорович            | Липницька Тойба Гедаліївна, Липницький Самуїл Абрамович (1908-1944), Липницька (Бродська) Мара Самуїлівна (1929-2001), Липницький Аркадій Самуїлович (1938-1990), сестри Пікман Неля і Віра | 1928-2004  | 1998                   |  |
| Бондаренко Іван Андрійович            | Дашкевич Раїса Генріхівна (1911-2004) (Когут Рахіль Генахівна) | 1879-1953  | 1992                   |  |
| Бондаренко Марія Фролівна             | Дашкевич Раїса Генріхівна (1911-2004) (Когут Рахіль Генахівна) | 1884-1955  | 1992                   |  |
| Бондаренко Іван Іванович              | Дашкевич Раїса Генріхівна (1911-2004) (Когут Рахіль Генахівна) | 1913-1996  | 1992                   |  |
| Бондаренко Анастасія Остапівна        | Дашкевич Раїса Генріхівна (1911-2004) (Когут Рахіль Генахівна) | 1915-2002  | 1992                   |  |
| Борейко Василь Миколайович            | Фільченко (Наровлянська) Зоя Наумівна (1928) | 1887-1967  | 2001                   |  |
| Брагарник Іван Якович                 | Борис (прізвище невідоме) (?-1943) | 1914-1996  | 1994                   |  |
| Брагарник Поліна Федорівна            | Борис (прізвище невідоме) (?-1943) | 1913-2001  | 1994                   |  |
| Бреус Автоном Антонович               | Власова (Єгорова) Софія Георгіївна (1936) | 1887-1960  | 1995                   |  |
| Бреус Меланія Павлівна                | Власова (Єгорова) Софія Георгіївна (1936) | 1902-1975  | 1995                   |  |
| Бржоснєвська Віра Іванівна            | Новіцький Валентин Костянтинович (1937) | 1910-1979  | 1998                   |  |
| Бубнова (Голубояр) Ніна Костянтинівна | Бубнов Валентин Григорович (1935) | 1919-1994  | 1992                   |  |
| Бувайлик Григорій Трохимович          | Константинівська Марія Ісааківна (1900-1956), Поліщук Шеля Ісааківна (1931-2000) | 1900-1980  | 1992                   |  |

### В
| П. І. Б. Праведника                                | Врятовані                                                                | Роки життя | Дата присвоєння звання |  |
| -------------------------------------------------- | ------------------------------------------------------------------------ | ---------- | ---------------------- |  |
| Венгловська (Петрусь) Ганна Августівна             | Гурський Ілля Борисович (1912-?)                                         | 1912-2000  | 1998                   |  |
| Верхоглядов Микола Георгієвич                      | Ленденський Давид                                                        | 1908-2003  | 1997                   |  |
| Верхоглядова Аполлінарія Михайлівна                | Ленденський Давид                                                        | 1902-1994  | 1997                   |  |
| Вечфінська Віра Миколаївна                         | Борис, Яків, Сарра (прізвища невідомі), Волинські Абрам і Белла          | 1919-1970  | 1996                   |  |
| Вечфінська Ганна Карлівна                          | Борис, Яків, Сарра (прізвища невідомі), Волинські Абрам і Белла          | 1881-1971  | 1996                   |  |
| Винокурова (П'яних) Клавдія Тимофіївна             | Винокуров Соломон Борисович, Винокуров Володимир Соломонович (1936-1978) | 1914-1943  | 1995                   |  |
| Власенко Олександра Василівна                      | Плужникова (Гура) Марія Юхимівна (1936), Кантерман Наум Борисович        | 1908-1976  | 1997                   |  |
| Волинко Марія Максимівна                           | Чудновський Григорій Якович (1903-1980)                                  | (1926-2003 |                        |  |
| Волинко Єлизавета Григорівна                       | Чудновський Григорій Якович (1903-1980)                                  | 1915-1986  |                        |  |
| Волк-Карачевська (Дороценківська) Олена Олексіївна | Лисий Яків Зиновійович (1907-1980)                                       | 1922-1999  | 1995                   |  |
| Волкова Марія Миколаївна                           | Дві дівчини                                                              | 1910-1983  |                        |  |
| Вольченко Володимир Тимофійович                    | Файтельзон (Марченко) Фіра Михайлівна (1918-1987)                        | 1923-1996  | 1995                   |  |
| Вороніна (Рикаль-Фокуль) Євгенія Павлівна          | Зуєв Василь Костянтинович (1915-1944)                                    | 1922-2010  | 1997                   |  |

### Г
| П. І. Б. Праведника                   | Врятовані | Роки життя | Дата присвоєння звання |  |
| ------------------------------------- | --- | ---------- | ---------------------- |  |
| Гаврилова Олена Давидівна             | Соколова Ганна Володимирівна (1934), Григорович Юрій Володимирович (1940) | 1903-1996  | 1994                   |  |
| Галахова Тамара Анатоліївна           | Маркус Тетяна Йосипівна (1921-1943) | 1909-1997  | 1998                   |  |
| Гасанова Олександра Сергіївна         | Зізенкова Лідія Сергіївна (1937) (Фельдман Лідія Хаїмовна) | 1916-2008  | 1998                   |  |
| Герасимова Олександра Іванівна        | Грінберг Пилип Гнатович (1885-1971), Грінберг Марія Федорівна (1885-1970) | 1888-1978  | 1998                   |  |
| Герасимова Ніна Володимирівна         | Грінберг Пилип Гнатович (1885-1971), Грінберг Марія Федорівна (1885-1970) | 1914-2003  | 1998                   |  |
| Герда Євгенія Антонівна               | Межибовський Олександр Григорович (1912-1975) | 1918-2000  | 1994                   |  |
| Герда Анатолій Антонович              | Межибовський Олександр Григорович (1912-1975) | 1924-1990  | 1994                   |  |
| Германюк Мотря Тарасівна              | Стронько Юрій Михайлович (1937) | 1892-1984  | 1996                   |  |
| Глаголєв Олексій Олександрович        | Міркина-Єгоричева Ізабелла Наумівна (1905-1954), Міркина-Єгоричева Ірина (1932-1998), Шевельова Поліна Давидівна (1915-1980), Шевельова Євгенія Абрамівна (1882-1963), Ліберман Веніамін Абрамович (1907-1984), Гермайзе Людмила Борисівна (1902-1943) | 1901-1972  | 1992                   |  |
| Глаголєва Тетяна Павлівна             | Міркина-Єгоричева Ізабелла Наумівна (1905-1954), Міркина-Єгоричева Ірина (1932-1998), Шевельова Поліна Давидівна (1915-1980), Шевельова Євгенія Абрамівна (1882-1963), Ліберман Веніамін Абрамович (1907-1984), Гермайзе Людмила Борисівна (1902-1943) | 1905-1981  | 1992                   |  |
| Глаголєва Марія Олексіївна            | Міркина-Єгоричева Ізабелла Наумівна (1905-1954), Міркина-Єгоричева Ірина (1932-1998), Шевельова Поліна Давидівна (1915-1980), Шевельова Євгенія Абрамівна (1882-1963), Ліберман Веніамін Абрамович (1907-1984), Гермайзе Людмила Борисівна (1902-1943) | 1928-2010  | 1992                   |  |
| Глаголєв Микола Олексійович           | Міркина-Єгоричева Ізабелла Наумівна (1905-1954), Міркина-Єгоричева Ірина (1932-1998), Шевельова Поліна Давидівна (1915-1980), Шевельова Євгенія Абрамівна (1882-1963), Ліберман Веніамін Абрамович (1907-1984), Гермайзе Людмила Борисівна (1902-1943) | 1928-2000  | 1992                   |  |
| Гладченко Оксана Іванівна             | Борис (прізвище невідоме) (?-1943) | 1909-1989  | 1994                   |  |
| Гладченко Трохим Федорович            | Гер Олексій Шльомович (1940), Гер (Соловйов) Олександр Шльомович (1937), Гер Нонна Шльомівна (1941) | 1881-1961  | 1998                   |  |
| Гладченко Людмила Трохимівна          | Гер Олексій Шльомович (1940), Гер (Соловйов) Олександр Шльомович (1937), Гер Нонна Шльомівна (1941) | 1925       | 1998                   |  |
| Гладченко Ніна Трохимівна             | Гер Олексій Шльомович (1940), Гер (Соловйов) Олександр Шльомович (1937), Гер Нонна Шльомівна (1941) | 1922-2010  | 1998                   |  |
| Гладченко Олександра Трохимівна       | Гер Олексій Шльомович (1940), Гер (Соловйов) Олександр Шльомович (1937), Гер Нонна Шльомівна (1941) | 1923-1997  | 1998                   |  |
| Гозак Йосип Йосипович                 | Павлюк (Мітельман) Ілля Наумович (1934) | 1875-1976  | 1999                   |  |
| Гозак Юзефа Францівна                 | Павлюк (Мітельман) Ілля Наумович (1934) | 1886-1958  | 1999                   |  |
| Гозак Вітольд Йосипович               | Павлюк (Мітельман) Ілля Наумович (1934) | 1931-2007  | 1999                   |  |
| Голубіна (Мягка) Ірина Іллівна        | Максименко Лідія Михайлівна (1941) | 1924-2006  | 1999                   |  |
| Гомоліна Анна Миколаївна              | Дінер (Маринич) Раїса Шулимівна (1921) |            | 1997                   |  |
| Гончаренко Феодосія Іллівна           | Дінер (Маринич) Раїса Шулимівна (1921) |            | 1997                   |  |
| Гончаренко Олександра Фоківна         | Дінер (Маринич) Раїса Шулимівна (1921) | 1908       | 1997                   |  |
| Гончарова (Северина) Марія Степанівна | Акерман Ганна Абрамівна, Бейзман Ідель Давидович, Розенблат Арон Давидович, Кайзехер Натан Лейзерович, Зільберг Тамара Миколаївна (?-1953), Зільберг Борис (?-1942), Зонден Лейзер                                                                     | 1870-1958  | 1994                   |  |
| Горбовський Олександр Григорович      | Міркина-Єгоричева Ізабелла Наумівна (1905-1954), Міркина-Єгоричева Ірина (1932-1998), Шевельова Поліна Давидівна (1915-1980), Шевельова Євгенія Абрамівна (1882-1963), Ліберман Веніамін Абрамович (1907-1984), Гермайзе Людмила Борисівна (1902-1943) | 1906-1977  | 1992                   |  |
| Горбовська Софія Юхимівна             | Міркина-Єгоричева Ізабелла Наумівна (1905-1954), Міркина-Єгоричева Ірина (1932-1998), Шевельова Поліна Давидівна (1915-1980), Шевельова Євгенія Абрамівна (1882-1963), Ліберман Веніамін Абрамович (1907-1984), Гермайзе Людмила Борисівна (1902-1943) | 1895-1974  | 1992                   |  |
| Горбовський Борис Григорович          | Міркина-Єгоричева Ізабелла Наумівна (1905-1954), Міркина-Єгоричева Ірина (1932-1998), Шевельова Поліна Давидівна (1915-1980), Шевельова Євгенія Абрамівна (1882-1963), Ліберман Веніамін Абрамович (1907-1984), Гермайзе Людмила Борисівна (1902-1943) | 1906-1985  | 1992                   |  |
| Горбовська Надія Єгорівна             | Міркина-Єгоричева Ізабелла Наумівна (1905-1954), Міркина-Єгоричева Ірина (1932-1998), Шевельова Поліна Давидівна (1915-1980), Шевельова Євгенія Абрамівна (1882-1963), Ліберман Веніамін Абрамович (1907-1984), Гермайзе Людмила Борисівна (1902-1943) | 1907-1991  | 1992                   |  |
| Горбовська Маріанна Борисівна         | Міркина-Єгоричева Ізабелла Наумівна (1905-1954), Міркина-Єгоричева Ірина (1932-1998), Шевельова Поліна Давидівна (1915-1980), Шевельова Євгенія Абрамівна (1882-1963), Ліберман Веніамін Абрамович (1907-1984), Гермайзе Людмила Борисівна (1902-1943) | 1927-2002  | 1992                   |  |
| Грінчук Микола Євдокимович            | Ігнатович Тамара Данилівна (1907-1972), Ігнатович Майя Семенівна | 1898-?     | 1991                   |  |
| Грінчук Марія Іванівна                | Ігнатович Тамара Данилівна (1907-1972), Ігнатович Майя Семенівна | 1934       | 1991                   |  |
| Григоренко Михайло Степанович         | Книш Олена Юхимівна (1916-1982), Ткач (Книш) Людмила Василівна (1936-2002) | 1904-1990  |                        |  |
| Григоренко Михайло Степанович         | Книш Олена Юхимівна (1916-1982), Ткач (Книш) Людмила Василівна (1936-2002) | 1928       |                        |  |
| Григоренко (Диченко) Ольга Михайлівна | Книш Олена Юхимівна (1916-1982), Ткач (Книш) Людмила Василівна (1936-2002) | 1930       |                        |  |
| Григоренко Лукерія                    | Книш Олена Юхимівна (1916-1982), Ткач (Книш) Людмила Василівна (1936-2002) | 1928       |                        |  |
| Григоренко Марія                      | Книш Олена Юхимівна (1916-1982), Ткач (Книш) Людмила Василівна (1936-2002) |            |                        |  |
| Гудкова Ніна Микитівна                | Михайлівський Василь Васильович (1937) (Кац Цезар Петрович) | 1908-1993  | 1993                   |  |
| Гудова (Слободян) Галина Василівна    | Яворська (Зусман) Марія Михайлівна (1910-1971), Яворський Леонід Олександрович (1929), Яворський Віталій Олександрович (1937-2004), Яворська Валентина Олександрівна (1941)                                                                            | 1919-2007  | 2002                   |  |
| Гулевська Ольга Павлівна              | Кобець Борис Миколайович (1927-1952), Кобець Віктор Миколайович (1929-1992), Ткаченко (Кобець) Лідія Миколаївна (1931) | 1910-1990  |                        |  |
| Гулевська Людмила Михайлівна          | Кобець Борис Миколайович (1927-1952), Кобець Віктор Миколайович (1929-1992), Ткаченко (Кобець) Лідія Миколаївна (1931) | 1931-2010  |                        |  |
| Гуліна Людвика-Марія Богданівна       | єврейка 35 років, ім'я та прізвище невідомі | 1906-1972  | 1998                   |  |
| Гулін Євген Захарович                 | єврейка 35 років, ім'я та прізвище невідомі | 1932       | 1998                   |  |
| Гульчак Ганна                         | Яворська (Зусман) Марія Михайлівна (1910-1971), Яворський Леонід Олександрович (1929), Яворський Віталій Олександрович (1937-2004), Яворська Валентина Олександрівна (1941)                                                                            |            | 2002                   |  |
| Гульчак Олександр                     | Яворська (Зусман) Марія Михайлівна (1910-1971), Яворський Леонід Олександрович (1929), Яворський Віталій Олександрович (1937-2004), Яворська Валентина Олександрівна (1941)                                                                            |            | 2002                   |  |
| Гурська                               | Кагарлицький Мойсей Григорович (1926) |            | 1994                   |  |

### Д
| П. І. Б. Праведника                      | Врятовані | Роки життя | Дата присвоєння звання | Примітки |
| ---------------------------------------- | --- | ---------- | ---------------------- | -------- |
| Джівджіванцева Ольга Денисівна           | Рєпнін Вадим Миколайович (1939) | 1921-2003  | 2000                   |          |
| Джуган Людмила Михайлівна                | Гальперіна Марія Максівна (1910-1992) | 1924-2003  | 1994                   |          |
| Діденко Михайло Васильович               | Діденко Володимир Сергійович (1930-1951), Діденко Леонід Сергійович (1935-1943), Діденко Олександр Сергійович (1935)                                                        | 1880-1947  | 2001                   |          |
| Дмитракова (Рєпніна) Людмила Георгіївна  | Рєпнін Вадим Миколайович (1939) | 1922-1994  | 2000                   |          |
| Дмитракова Валентина Павлівна            | Рєпнін Вадим Миколайович (1939) | 1897-1975  | 2000                   |          |
| Дмитраков Георгій Єфремович              | Рєпнін Вадим Миколайович (1939) | 1897-1970  | 2000                   |          |
| Добош Таїсія Степанівна                  | Константинівська Марія Ісааківна (1900-1956), Поліщук Шеля Ісааківна (1931-2000)                                                                                            | 1893-1974  | 1992                   |          |
| Добровольський Олександр Феофанович      | Яворська (Зусман) Марія Михайлівна (1910-1971), Яворський Леонід Олександрович (1929), Яворський Віталій Олександрович (1937-2004), Яворська Валентина Олександрівна (1941) | 1912-1986  | 2002                   |          |
| Довбиш (Дохненко) Любов Петрівна         | Довбиш Борис Маркович (1923-2000), Коган Жанна, Георгій, Володимир | 1936       | 1998                   |          |
| Довгодько (Дончевська) Неоніла Василівна | Максименко Лідія Михайлівна (1941) | 1927-2008  | 1999                   |          |
| Догадіна (Певна) Галина Олександрівна    | Жовинський Яків Овсійович (1911-1994) | 1918-2003  | 2001                   |          |
| Дончевська Серафима Іванівна             | Максименко Лідія Михайлівна (1941) | 1901-1992  | 1999                   |          |
| Дороценківська Наталя Василівна          | Лисий Яків Зиновійович (1907-1980) | 1900-1981  | 1995                   |          |
| Дороценківський Олексій Григорович       | Лисий Яків Зиновійович (1907-1980) | 1900-1962  | 1995                   |          |
| Дорошенко Євгенія Іванівна               | Новіцький Валентин Костянтинович (1937) | 1902-1950  | 1998                   |          |
| Дохненко Олександра Василівна            | Довбиш Борис Маркович (1923-2000), Коган Жанна, Георгій, Володимир | 1905-1990  | 1998                   |          |
| Дроздова (Борейко) Ольга Василівна       | Фільченко (Наровлянська) Зоя Наумівна (1928) | 1934       | 2001                   |          |
| Дружиніна Ксенія Федорівна               | Новікова (Висотіна) Жанна Миколаївна (1938) | 1898-1953  |                        |          |
| Дубко Анастасія Михайлівна               | Винокуров Соломон Борисович, Винокуров Володимир Соломонович (1936-1978) | 1902-1967  | 1995                   |          |

### Є
| П. І. Б. Праведника                      | Врятовані | Роки життя | Дата присвоєння звання | Примітки |
| ---------------------------------------- | --- | ---------- | ---------------------- | -------- |
| Євгеньєва Іоанна Михайлівна              | Бродський Ісаак Мойсейович (1914-1944), Городецький Соломон (1917-?) | 1928       | 1994                   |          |
| Євгеньєв Анатолій Михайлович             | Бродський Ісаак Мойсейович (1914-1944), Городецький Соломон (1917-?) | 1924-1982  | 1994                   |          |
| Єгонянц Сергій Самсонович                | Ушеренко Абрам Іцкович (1902-1967) |            |                        |          |
| Єгонянц Нонна Іванівна                   | Ушеренко Абрам Іцкович (1902-1967) |            |                        |          |
| Єгонянц Ганна Григорівна                 | Ушеренко Абрам Іцкович (1902-1967) |            |                        |          |
| Єгоричева Марія Іванівна                 | Міркина-Єгоричева Ізабелла Наумівна (1905-1954), Міркина-Єгоричева Ірина (1932-1998), Шевельова Поліна Давидівна (1915-1980), Шевельова Євгенія Абрамівна (1882-1963), Ліберман Веніамін Абрамович (1907-1984), Гермайзе Людмила Борисівна (1902-1943) | 1903-1999  | 1992                   |          |
| Єгоричева Клавдія Іванівна               | Міркина-Єгоричева Ізабелла Наумівна (1905-1954), Міркина-Єгоричева Ірина (1932-1998), Шевельова Поліна Давидівна (1915-1980), Шевельова Євгенія Абрамівна (1882-1963), Ліберман Веніамін Абрамович (1907-1984), Гермайзе Людмила Борисівна (1902-1943) | 1898-1983  | 1992                   |          |
| Єгоричева Тетяна Іванівна                | Міркина-Єгоричева Ізабелла Наумівна (1905-1954), Міркина-Єгоричева Ірина (1932-1998), Шевельова Поліна Давидівна (1915-1980), Шевельова Євгенія Абрамівна (1882-1963), Ліберман Веніамін Абрамович (1907-1984), Гермайзе Людмила Борисівна (1902-1943) | 1892-1973  | 1992                   |          |
| Єгоричева Олександра Антонівна           | Міркина-Єгоричева Ізабелла Наумівна (1905-1954), Міркина-Єгоричева Ірина (1932-1998), Шевельова Поліна Давидівна (1915-1980), Шевельова Євгенія Абрамівна (1882-1963), Ліберман Веніамін Абрамович (1907-1984), Гермайзе Людмила Борисівна (1902-1943) | 1870-1962  | 1992                   |          |
| Єрмоленко (Підлісна) Галина Василівна    | Борис (прізвище невідоме) (?-1943) | 1930       | 1994                   |          |
| Єфименко (Пилиневич) Надія Олександрівна | Починок (Шклярова) Марія Іванівна (1909-1989), Шкляров Володимир Йосипович (1935-2003), Деревянко (Шклярова) Алла Йосипівна (1937) | 1930-1994  | 2000                   |          |

### Ж
| П. І. Б. Праведника                | Врятовані                                                                                           | Роки життя | Дата присвоєння звання | Примітки |
| ---------------------------------- | --------------------------------------------------------------------------------------------------- | ---------- | ---------------------- | -------- |
| Жигалюк Семен Матвійович           | Гер Олексій Шльомович (1940), Гер (Соловйов) Олександр Шльомович (1937), Гер Нонна Шльомівна (1941) | ?-1943     | 1998                   |          |
| Жила Дмитро Тимофійович            | Паніч Раїса Ісидорівна (1891-1952)                                                                  | 1914-1984  | 1998                   |          |
| Жила Ніна Михайлівна               | Паніч Раїса Ісидорівна (1891-1952)                                                                  | 1914-1992  | 1998                   |          |
| Жилинська Раїса Миколаївна         | Болотова (Жилинська) Лариса Леонідівна (1930)                                                       | 1915       | 1998                   |          |
| Жилинська Ганна Іванівна           | Болотова (Жилинська) Лариса Леонідівна (1930)                                                       | 1877-1970  | 1998                   |          |
| Жилинський Микола Йосипович        | Болотова (Жилинська) Лариса Леонідівна (1930)                                                       | 1868-1947  | 1998                   |          |
| Журавель (Порхун) Ганна Степанівна | Миргородська Олена Петрівна (1939)                                                                  | 1925       | 1992                   |          |

### З
| П. І. Б. Праведника                  | Врятовані | Роки життя | Дата присвоєння звання | Примітки |  |
| ------------------------------------ | --- | ---------- | ---------------------- | -------- |  |
| Забашта (Мезько) Олена Олексіївна    | Стукало (Бронфман) Берта Йосипівна (1910-1997), Стукало Валентин Олександрович (1935), Рабінович Анатолій Семенович (1928), Рабінович Світлана Семенівна (1935)             | 1930-1998  | 1996                   |          |  |
| Заворотна Людмила Гнатівна           | Бродський Ісаак Мойсейович (1914-1944), Городецький Соломон (1917-?) | 1919-2011  | 1994                   |          |  |
| Замєшайлова Марія Петрівна           | Дідиченко (Дворіна) Олена Іванівна (1934), Дідиченко Віктор Іванович (1939-2008)                                                                                            |            | 1903-1969              | 1998     |  |
| Замєшайлов Георгій Іванович          | Дідиченко (Дворіна) Олена Іванівна (1934), Дідиченко Віктор Іванович (1939-2008)                                                                                            |            | 1925                   | 1998     |  |
| Замєшайлов Іван Потапович            | Дідиченко (Дворіна) Олена Іванівна (1934), Дідиченко Віктор Іванович (1939-2008)                                                                                            |            | 1899-1960              | 1998     |  |
| Замєшайлов Антон Потапович           | Дідиченко (Дворіна) Олена Іванівна (1934), Дідиченко Віктор Іванович (1939-2008)                                                                                            |            | 1897-1950              | 1998     |  |
| Збрищак Галина Савівна               | Яворська (Зусман) Марія Михайлівна (1910-1971), Яворський Леонід Олександрович (1929), Яворський Віталій Олександрович (1937-2004), Яворська Валентина Олександрівна (1941) |            | 2002                   |          |  |
| Звянецька (Тарадай) Олена Миколаївна | Шварцман Ревекка Аронівна (1921), Кисельов (Шварцман) Вячеслав Мойсейович (1940)                                                                                            | 1930       | 1995                   |          |  |
| Зембовська Олена Іванівна            | Новікова (Висотіна) Жанна Миколаївна (1938) | 1914-1997  |                        |          |  |
| Зозуля Давид Юхимович                | Рубінштейн Абрам Якович (1914-1976) і його товариш із Харкова, Бланк Фрідель Яківна (1913-1974), Бланк Захар Наумович (1912-1941), Бланк Валерій Захарович (1940)           | 1894-1943  | 1997                   |          |  |
| Зорич (Філіппова) Ніна Федорівна     | Гаріна Нінель Юріївна (1924), Гарін Анатолій Юрійович (1927-1942) | 1928       | 2000                   |          |  |

### І
| П. І. Б. Праведника                    | Врятовані                                                                                               | Роки життя | Дата присвоєння звання | Примітки |
| -------------------------------------- | --- | ---------- | ---------------------- | -------- |
| Іванова Варвара Петрівна               | Катрич Ядвіга Владиславівна (1912-1994), Катрич Едуард Іванович (1938)                                  | 1896-1971  | 1995                   |          |
| Іванова (Кудрицька) Антоніна Вуколівна | Кагарлицький Мойсей Григорович (1926)                                                                   | 1924-2000  | 1994                   |          |
| Іванова Марфа Борисівна                | Краківська Раїса (1898-?), Краківська Людмила Казимирівна (1927), Краківський Віктор Казимирович (1925) | 1895-1974  | 2006                   |          |
| Іванова (Галахова) Нінель Андріївна    | Маркус Тетяна Йосипівна (1921-1943)                                                                     | 1930-2007  | 1998                   |          |
| Іванов Сергій Микитович                | Катрич Ядвіга Владиславівна (1912-1994), Катрич Едуард Іванович (1938)                                  | 1925-1998  | 1995                   |          |
| Іванов Іван Іванович                   | Краківська Раїса (1898-?), Краківська Людмила Казимирівна (1927), Краківський Віктор Казимирович (1925) | 1895-1983  | 2006                   |          |
| Іванцова Ольга Антонівна               | Висоцька (Семененко) Ірина Олексіївна (1894-1970)                                                       | 1904-1998  |                        |          |
| Ігуменя Флавія                         | Зізенкова Лідія Сергіївна (1937) (Фельдман Лідія Хаїмовна)                                              | 1909-?     | 1998                   |          |
| Ізмалкова Віра Іванівна                | Сагалович Дора Нахимівна (1922)                                                                         | 1921-2010  | 1992                   |          |
| Ізмалкова Надія Іванівна               | Сагалович Дора Нахимівна (1922)                                                                         | 1923-2010  | 1992                   |          |

### К
| П. І. Б. Праведника                           | Врятовані | Роки життя | Дата присвоєння звання | Примітки |
| --------------------------------------------- | --- | ---------- | ---------------------- | -------- |
| Капітонова                                    | Родина євреїв: чоловік, дружина і двоє дітей 2 і 4 років | 1902-?     |                        |          |
| Карасевська Лідія Іванівна                    | Таранов Олександр Михайлович (1932) | 1903-1996  | 2003                   |          |
| Карасевський Петро Олексійовий                | Таранов Олександр Михайлович (1932) | 1891-1967  | 2003                   |          |
| Карасевський Віктор Петрович                  | Таранов Олександр Михайлович (1932) | 1927       | 2003                   |          |
| Касян (Бовтун) Килина Федорівна               | Тененбаум Борис Ісаакович (1932) | 1920-2007  | 1993                   |          |
| Катрищенко Олександр Григорович               | Яворська (Зусман) Марія Михайлівна (1910-1971), Яворський Леонід Олександрович (1929), Яворський Віталій Олександрович (1937-2004), Яворська Валентина Олександрівна (1941) |            | 2002                   |          |
| Качалова Олеся                                | Кузьма (Рознатовська) Лідія Костянтинівна (1935), Рознатовська (Вайсбрейм) Раїса Аркадівна (1915-1986), Долідзе (Вайсбрейм) Берта Аркадівна (1905-1983)                     |            | 1999                   |          |
| Киричинський Олексій Романович                | Шипович (Юдельович) Раїса Данилівна, Шипович Олена Миколаївна (1922) | 1895-1970  |                        |          |
| Кисельова Софія Григорівна                    | Ушеренко Абрам Іцкович (1902-1967) | 1905-?     |                        |          |
| Клєвцов Михайло Ксенофонтович                 | Пенсатий Абрам Ісаакович (1914-2007) | 1911-1968  | 2001                   |          |
| Клепко (Савицька) Пелагея Василівна           | Бродський Ісаак Мойсейович (1914-1944), Городецький Соломон (1917-?) | 1910-2002  | 1994                   |          |
| Кобець Катерина Олександрівна                 | Кобець Борис Миколайович (1927-1952), Кобець Віктор Миколайович (1929-1992), Ткаченко (Кобець) Лідія Миколаївна (1931)                                                      | 1890-1965  |                        |          |
| Кобець Василь Порфирович                      | Кобець Борис Миколайович (1927-1952), Кобець Віктор Миколайович (1929-1992), Ткаченко (Кобець) Лідія Миколаївна (1931)                                                      | 1893-1965  |                        |          |
| Кобець Євгенія Олександрівна                  | Кобець Борис Миколайович (1927-1952), Кобець Віктор Миколайович (1929-1992), Ткаченко (Кобець) Лідія Миколаївна (1931)                                                      | 1893-1960  |                        |          |
| Кобець Ніна Василівна                         | Кобець Борис Миколайович (1927-1952), Кобець Віктор Миколайович (1929-1992), Ткаченко (Кобець) Лідія Миколаївна (1931)                                                      | 1922-1950  |                        |          |
| Кобець Наталія Іванівна                       | Кобець Борис Миколайович (1927-1952), Кобець Віктор Миколайович (1929-1992), Ткаченко (Кобець) Лідія Миколаївна (1931)                                                      | 1918-1975  |                        |          |
| Кобець Іван Порфирович                        | Кобець Борис Миколайович (1927-1952), Кобець Віктор Миколайович (1929-1992), Ткаченко (Кобець) Лідія Миколаївна (1931)                                                      | 1890-1965  |                        |          |
| Кобець Микола Порфирович                      | Кобець Борис Миколайович (1927-1952), Кобець Віктор Миколайович (1929-1992), Ткаченко (Кобець) Лідія Миколаївна (1931)                                                      | 1895-1960  |                        |          |
| Кобець Катерина Іванівна                      | Кобець Борис Миколайович (1927-1952), Кобець Віктор Миколайович (1929-1992), Ткаченко (Кобець) Лідія Миколаївна (1931)                                                      | 1890-1965  |                        |          |
| Коваленко Василина Степанівна                 | Іванова (Слівнілєєва) Вікторія Петрівна (1933), Чигріна (Слівнілєєва) Надія Петрівна (1919-1992), Константинівська Параска Костянтинівна (1897-1942)                        |            | 1998                   |          |
| Коваленко Катерина Іванівна                   | Іванова (Слівнілєєва) Вікторія Петрівна (1933), Чигріна (Слівнілєєва) Надія Петрівна (1919-1992), Константинівська Параска Костянтинівна (1897-1942)                        | 1926-2007  | 1998                   |          |
| Козакова (Патюта) Оксана Мойсеївна            | Гусарєв Йосип Георгійович (1932) | 1909-1995  | 1992                   |          |
| Козирєв Андріан Єлисейович                    | Козира Галина Яківна (1932), Козира Леонід Якович (1939-2006) | 1887-1977  |                        |          |
| Козирєва Марія Іванівна                       | Козира Галина Яківна (1932), Козира Леонід Якович (1939-2006) | 1925-2006  |                        |          |
| Козловський Артур Федорович                   | Голубенко (Локштанова) Зоя Григорівна (1928) | 1929       | 1998                   |          |
| Козловська Євгенія Іванівна                   | Голубенко (Локштанова) Зоя Григорівна (1928) | 1908-1980  | 1998                   |          |
| Козловський Федір Іванович                    | Голубенко (Локштанова) Зоя Григорівна (1928) | 1900-1945  | 1998                   |          |
| Колісник Іван Григорович                      | Брандт Марія Марківна (1912-1970), Колісник Аліна Іванівна (1932) | 1908-1983  | 1994                   |          |
| Коломойцева Ніна Модестівна                   | Фільченко (Наровлянська) Зоя Наумівна (1928) | 1899-1988  | 2001                   |          |
| Комарова Наталя Платонівна                    | Кобець Борис Миколайович (1927-1952), Кобець Віктор Миколайович (1929-1992), Ткаченко (Кобець) Лідія Миколаївна (1931)                                                      | 1913-1980  |                        |          |
| Коновальчук Ольга Юхимівна                    | Лисенко (Якубенко) Світлана Андріївна (1938) | 1921-1998  | 1998                   |          |
| Кончаковський Микола Іванович                 | Славенцов Павло Михайлович (1900-?), Славенцов Юрій Павлович (1936), Славлєєва Дарина Львівна, Горбачовська Марія Федорівна                                                 | 1899-1979  | 1994                   |          |
| Кончаковський-Листовничий Валерій Миколайович | Славенцов Павло Михайлович (1900-?), Славенцов Юрій Павлович (1936), Славлєєва Дарина Львівна, Горбачовська Марія Федорівна                                                 | 1926       | 1994                   |          |
| Кончаковська-Листовнича Інна Василівна        | Славенцов Павло Михайлович (1900-?), Славенцов Юрій Павлович (1936), Славлєєва Дарина Львівна, Горбачовська Марія Федорівна                                                 | 1902-1985  | 1994                   |          |
| Копилова Тамара Антонівна                     | Осадча Лея Мойсеївна (1925) | 1929       | 2001                   |          |
| Коренева Марія Григорівна                     | Фукс Юрій Захарович (1936), Фукс Людмила Захарівна (1937-1942) | 1904-1972  | 2001                   |          |
| Космінська Алла                               | Кузьма (Рознатовська) Лідія Костянтинівна (1935), Рознатовська (Вайсбрейм) Раїса Аркадівна (1915-1986), Долідзе (Вайсбрейм) Берта Аркадівна (1905-1983)                     |            | 1999                   |          |
| Костіна (Філіпенко) Марія Миколаївна          | Осадча Лея Мойсеївна (1925) | 1926       | 2001                   |          |
| Котенко (жінка)                               | Бухгалтер Роман Гершович (1939), Бухгалтер Павло Гершович (1939) |            | 2002                   |          |
| Кравченко (Матющенко) Софія Луківна           | Рознатовська Тетяна Миколаївна (1934) | 1928-2008  | 2001                   |          |
| Кривкович Римма Митрофанівна                  | Гальперіна Марія Максівна (1910-1992) | 1906-1996  | 1994                   |          |
| Кривкович (Супрун) Світлана Михайлівна        | Гальперіна Марія Максівна (1910-1992) | 1934       | 1994                   |          |
| Криворот-Бакланова Софія Кіндратівна          | Коган Григорій Леонідович (1928-1984), Сидько Михайло Петрович (1936) | 1896-1976  | 2003                   |          |
| Криворот-Бакланов Єлизар Михайлович           | Коган Григорій Леонідович (1928-1984), Сидько Михайло Петрович (1936) | 1880-1942  | 2003                   |          |
| Крижанівська Марія Іларіонівна                | Хлистова (Ципенюк, Мельник) Людмила Миколаївна (1940) | 1898-1967  | 1995                   |          |
| Крилова Тамара Семенівна                      | Лібович Ісаак Мойсейович (1923-1988) | 1925-1994  | 1991                   |          |
| Кудріна Тетяна Іванівна                       | Гамзе Євген Мойсейович (1920-1985) | 1920-2002  | 1994                   |          |
| Кудрицька Олена Мартинівна                    | Кагарлицький Мойсей Григорович (1926) | 1898-1971  | 1994                   |          |
| Кудрицька Ольга Миколаївна                    | Кагарлицький Мойсей Григорович (1926) |            | 1994                   |          |
| Курова (Смородська) Олена Вікторівна          | Ребекка (1920-1995), циган Дмитро, Яковенко (Скорик) Сергій (Шая) (1928), Яковенко (Скорик) Михайло (1931)                                                                  | 1935-2004  | 2001                   |          |

### Л
| П. І. Б. Праведника                            | Врятовані | Роки життя | Дата присвоєння звання | Примітки |
| ---------------------------------------------- | --- | ---------- | ---------------------- | -------- |
| Левчук Поліна Іванівна                         | Константинівська Марія Ісааківна (1900-1956), Поліщук Шеля Ісааківна (1931-2000)                              | 1887-1957  | 1992                   |          |
| Левчук Марія Іванівна                          | Константинівська Марія Ісааківна (1900-1956), Поліщук Шеля Ісааківна (1931-2000)                              |            | 1992                   |          |
| Левчук Леоніда Іванівна                        | Константинівська Марія Ісааківна (1900-1956), Поліщук Шеля Ісааківна (1931-2000)                              |            | 1992                   |          |
| Ленчевська Юлія Йосипівна                      | Ванштейн Наум Давидович                                                                                       | 1923-2008  |                        |          |
| Лимарева Тетяна Іванівна                       | Майстренко (Лимарева) Раїса Вадимівна (1938)                                                                  | 1895-1967  |                        |          |
| Лимарев Петро Олександрович                    | Майстренко (Лимарева) Раїса Вадимівна (1938)                                                                  | 1891-1972  |                        |          |
| Липова (Дороценківська) Олена Олексіївна       | Лисий Яків Зиновійович (1907-1980)                                                                            | 1925       | 1995                   |          |
| Литвиненко Валентина Яківна                    | Книш Олена Юхимівна (1916-1982), Ткач (Книш) Людмила Василівна (1936-2002)                                    | 1916-1993  | -                      |          |
| Литвиненко Мотря Симонівна                     | Бухгалтер Роман Гершович (1939), Бухгалтер Павло Гершович                                                     | 1915-2006  | 2002                   |          |
| Лисогорська (Михайловська) Марія Олександрівна | Лисогорський Олександр Абрамович (1918-1978)                                                                  | 1922       | 1993                   |          |
| Логінова Олександра Миколаївна                 | Чудновський Григорій Якович (1903-1980)                                                                       | 1925       |                        |          |
| Луканіна (Полуянська) Віра Миколаївна          | Лівшиц Марія Абрамівна (1911-?), Шубс Володимир Наумович (1925-?), Брейтерман Єлизавета Мойсеївна (1879-1959) | 1925-?     | 1992                   |          |
| Лущеєва Ганна Юріївна                          | Баташева Геня Яківна (1924-1999), Пальті (Грінберг) Марія Зусівна (1929-2004)                                 | 1896-1992  | 1992                   |          |

### М
| П. І. Б. Праведника                             | Врятовані | Роки життя | Дата присвоєння звання | Примітки |
| ----------------------------------------------- | --- | ---------- | ---------------------- | -------- |
| Магаєва Параска Михайлівна                      | Діденко Володимир Сергійович (1930-1951), Діденко Леонід Сергійович (1935-1943), Діденко Олександр Сергійович (1937)                                                        | 1879-1953  | 2001                   |          |
| Мадей Раїса Михайлівна                          | Кагарлицький Мойсей Григорович (1926) |            | 1994                   |          |
| Малюченко Євдокія Іполитівна                    | Лисенко (Якубенко) Світлана Андріївна (1938) | 1904-1987  | 1998                   |          |
| Маслєнніков Архип Михайлович                    | Векслер Петро Ісаакович | 1877-1950  | 1994                   |          |
| Маслова Євгенія Василівна                       | Моргуновський Віктор Йосипович (1914-1993) | 1912-1996  | 1993                   |          |
| Маслов Володимир Васильович                     | Моргуновський Віктор Йосипович (1914-1993) | 1925-1994  | 1993                   |          |
| Маслов Василь Васильович                        | Моргуновський Віктор Йосипович (1914-1993) | 1881-1944  | 1993                   |          |
| Матвієнко Пилип                                 | Гершман (Смирнова) Енвеліна Мотелівна (1936) |            | 1998                   |          |
| Маткович Болислава Владиславівна                | Заславський Олександр Аркадійович (1916) | 1870-1960  | 1999                   |          |
| Матусик Лукерія Тимофіївна                      | Дворцина (Шептовецька) Ганна Борисівна (1937) | 1902-1956  |                        |          |
| Матющенко Домнія Василівна                      | Рознатовська Тетяна Миколаївна (1934) | 1887-1962  | 2001                   |          |
| Мезько Євгенія Мар'янівна                       | Стукало (Бронфман) Берта Йосипівна (1910-1997), Стукало Валентин Олександрович (1935), Рабінович Анатолій Семенович (1928), Рабінович Світлана Семенівна (1935)             | 1908-1963  | 1996                   |          |
| Мезько Олексій Пантелеймонович                  | Стукало (Бронфман) Берта Йосипівна (1910-1997), Стукало Валентин Олександрович (1935), Рабінович Анатолій Семенович (1928), Рабінович Світлана Семенівна (1935)             |            | 1996                   |          |
| Мельник Віра Юхимівна                           | Хлистова (Ципенюк, Мельник) Людмила Миколаївна (1940) | 1910-2000  | 1995                   |          |
| Мельник Іван Терентійович                       | Яворська (Зусман) Марія Михайлівна (1910-1971), Яворський Леонід Олександрович (1929), Яворський Віталій Олександрович (1937-2004), Яворська Валентина Олександрівна (1941) |            | 2002                   |          |
| Мельник Микола Прохорович                       | Хлистова (Ципенюк, Мельник) Людмила Миколаївна (1940) | 1904-1948  | 1995                   |          |
| Михайлова Антоніна Михайлівна                   | Осадча Лея Мойсеївна (1925) | 1926       | 2001                   |          |
| Михайлова Євдокія Григорівна                    | Константинівська Марія Ісааківна (1900-1956), Поліщук Шеля Ісааківна (1931-2000)                                                                                            | 1904-1981  | 1992                   |          |
| Михайлов Яків Миколайович                       | Брісман (Шепелєва) Юлія (1915), Брісман Валентина (1938), Брісман Володимир (1940)                                                                                          | 1882-1943  | 2002                   |          |
| Михайлов Анатолій Якович                        | Брісман (Шепелєва) Юлія (1915), Брісман Валентина (1938), Брісман Володимир (1940)                                                                                          | 1926-2009  | 2002                   |          |
| Михайлов Аркадій Якович                         | Брісман (Шепелєва) Юлія (1915), Брісман Валентина (1938), Брісман Володимир (1940)                                                                                          | 1923-1973  | 2002                   |          |
| Михайловська-Шатель Марта Федорівна             | Лисогорський Олександр Абрамович (1918-1978) | 1898-1980  | 1993                   |          |
| Михайловський (начальник поліцейского відділку) | Жуковська Єлизавета Іванівна (1914), Жуковська Єлизавета Феодосіївна, Жуковський Віктор Феодосійович                                                                        |            | 2002                   |          |
| Михайловський Василь Іванович                   | Михайловська (Грановська) Берта Савеліївна (1912-1998), Грановська Песя Аронівна (1888-1945)                                                                                |            | -                      |          |
| Михальська                                      | Яворська (Зусман) Марія Михайлівна (1910-1971), Яворський Леонід Олександрович (1929), Яворський Віталій Олександрович (1937-2004), Яворська Валентина Олександрівна (1941) |            | 2002                   |          |
| Молчанова (Гриньова) Наталя Павлівна            | Пронічева Діна Миронівна (1911-1977), Пронічев Володимир Вікторович (1939)                                                                                                  | 1923       | 2006                   |          |
| Морозова (Михайлова) Ганна Григорівна           | Константинівська Марія Ісааківна (1900-1956), Поліщук Шеля Ісааківна (1931-2000)                                                                                            | 1929       | 1992                   |          |
| Мошинська (Горбенко) Зінаїда Степанівна         | Копоровська Рената Григорівна (1936), Копоровський Валентин Григорович (1937-1961), Копоровська Лідія Іванівна (1915-?)                                                     | 1934       | 2001                   |          |

### Н
| П. І. Б. Праведника                 | Врятовані | Роки життя | Дата присвоєння звання | Примітки |
| ----------------------------------- | --- | ---------- | ---------------------- | -------- |
| Некрашевич Олексій Іванович         | Сощина Ганна Миколаївна, Сощина (Сквирська) Єлизавета Йосипівна                                                  | 1929       | 1993                   |          |
| Некрашевич Софія Іванівна           | Сощина Ганна Миколаївна, Сощина (Сквирська) Єлизавета Йосипівна                                                  | 1898-1960  | 1993                   |          |
| Несіна Євдокія Архипівна            | Векслер Петро Ісаакович                                                                                          | 1912-1996  | 1994                   |          |
| Несін Іван Іванович                 | Векслер Петро Ісаакович                                                                                          | 1909-1942  | 1994                   |          |
| Нечай Каленик Кузьмович             | Шварцман Ревекка Аронівна (1921), Кисельов (Шварцман) Вячеслав Мойсейович (1940)                                 | 1877-1958  | 1995                   |          |
| Нечай Юзефа Антонівна               | Шварцман Ревекка Аронівна (1921), Кисельов (Шварцман) Вячеслав Мойсейович (1940)                                 | 1888-1972  | 1995                   |          |
| Нечай Юлій Каленикович              | Шварцман Ревекка Аронівна (1921), Кисельов (Шварцман) Вячеслав Мойсейович (1940)                                 | 1928       | 1995                   |          |
| Никитюк Анастасія Гаврилівна        | Жуковська Єлизавета Іванівна (1914), Жуковська Єлизавета Феодосіївна, Жуковський Віктор Феодосійович             | 1886-?     | 2002                   |          |
| Нікітіна (Янченко) Лариса Андріївна | Світлична Ольга Мойсеївна (1911-2004), Світличний Володимир Васильович (1936), Світлична Лариса Василівна (1939) | 1921-2007  | 2006                   |          |
| Ніколаєнко Віктор Миронович         | Цебровський Едмунд Іванович (1924)                                                                               | 1928-1964  | 1999                   |          |
| Ніколаєнко Марія Миронівна          | Цебровський Едмунд Іванович (1924)                                                                               | 1922-2004  | 1999                   |          |
| Ніколаєнко Пелагея Іванівна         | Цебровський Едмунд Іванович (1924)                                                                               | 1904-1993  | 1999                   |          |
| Ніколаєнко Мирон Прохорович         | Цебровський Едмунд Іванович (1924)                                                                               | 1900-1956  | 1999                   |          |
| Ніколаєнко Володимир Миронович      | Цебровський Едмунд Іванович (1924)                                                                               | 1926-1953  | 1999                   |          |
| Ніколаєнко Петро Миронович          | Цебровський Едмунд Іванович (1924)                                                                               | 1924-1986  | 1999                   |          |
| Новіцька Ольга Вікторівна           | Новіцький Валентин Костянтинович (1937)                                                                          | 1874-1964  | 1998                   |          |
| Носаль Ольга Михайлівна             | Бродовський Юрій Володимирович (1937)                                                                            | 1898-1974  |                        |          |
| Носаль Опанас Дмитрович             | Бродовський Юрій Володимирович (1937)                                                                            | (1898-1980 |                        |          |

### О
| П. І. Б. Праведника                             | Врятовані | Роки життя | Дата присвоєння звання | Примітки |
| ----------------------------------------------- | --- | ---------- | ---------------------- | -------- |
| Отець Варлаам – священик Видубицького монастиря | Жуковська Єлизавета Іванівна (1914), Жуковська Єлизавета Феодосіївна, Жуковський Віктор Феодосійович | 1875       | 2002                   |          |
| Омельченко Костянтин Петрович                   | Новосельська Ганна Юхимівна (1909-1981) (Опенгейм Этель Хаїмівна), Новосельський (Опенгейм) Олександр Ісаакович (1937), Новосельська (Опенгейм) Марія Ісааківна (1941-1994), Новосельська Сіма Юхимівна (1896-1968) | 1913-1999  | 1999                   |          |
| Омельченко Ольга Савеліївна                     | Новосельська Ганна Юхимівна (1909-1981) (Опенгейм Этель Хаїмівна), Новосельський (Опенгейм) Олександр Ісаакович (1937), Новосельська (Опенгейм) Марія Ісааківна (1941-1994), Новосельська Сіма Юхимівна (1896-1968) | 1920       | 1999                   |          |
| Онищенко Галина Григорівна                      | Чудновський Григорій Якович (1903-1980) | 1928       |                        |          |
| Опанасенко Єлизавета Євдокимівна                | Калужинська (Чернявська) Раїса Львівна (1939) | 1887-1959  | 1999                   |          |
| Опанасенко Нестор Йосипович                     | Калужинська (Чернявська) Раїса Львівна (1939) |            | 1999                   |          |
| Опанасенко Анастасія Несторівна                 | Калужинська (Чернявська) Раїса Львівна (1939) | 1921-1998  | 1999                   |          |
| Опанасенко (Шевелянська) Марія Несторівна       | Калужинська (Чернявська) Раїса Львівна (1939) | 1925-2006  | 1999                   |          |
| Осадча (Піліневич) Тамара Олександрівна         | Починок (Шклярова) Марія Іванівна (1909-1989), Шкляров Володимир Йосипович (1935-2003), Деревянко (Шклярова) Алла Йосипівна (1937)                                                                                  | 1934       | 2000                   |          |
| Остапенко (П'яних) Любов Тимофіївна             | Винокуров Соломон Борисович, Винокуров Володимир Соломонович (1936-1978) | 1923-2009  | 1995                   |          |

### П
| П. І. Б. Праведника                     | Врятовані | Роки життя | Дата присвоєння звання | Примітки |
| --------------------------------------- | --- | ---------- | ---------------------- | -------- |
| Пальян (Глаголєва) Магдалина Олексіївна | Міркина-Єгоричева Ізабелла Наумівна (1905-1954), Міркина-Єгоричева Ірина (1932-1998), Шевельова Поліна Давидівна (1915-1980), Шевельова Євгенія Абрамівна (1882-1963), Ліберман Веніамін Абрамович (1907-1984), Гермайзе Людмила Борисівна (1902-1943) | 1926       | 1992                   |          |
| Пантюк Ольга Григорівна                 | Бродський Ісаак (1914-1944) | 1931       | 2002                   |          |
| Пантюк (Хуторська) Олена Іванівна       | Бродський Ісаак (1914-1944) | 1907-1980  | 2002                   |          |
| Пасічний Дмитро Лукич                   | Міркина-Єгоричева Ізабелла Наумівна (1905-1954), Міркина-Єгоричева Ірина (1932-1998), Шевельова Поліна Давидівна (1915-1980), Шевельова Євгенія Абрамівна (1882-1963), Ліберман Веніамін Абрамович (1907-1984), Гермайзе Людмила Борисівна (1902-1943) | 1918-1995  | 1992                   |          |
| Патюта Мойсей Харитонович               | Гусарєв Йосип Георгійович (1932) | 1894-1942  | 1992                   |          |
| Патюта Анісія Корніївна                 | Гусарєв Йосип Георгійович (1932) | 1882-1968  | 1992                   |          |
| Патюта Параска Мойсеївна                | Гусарєв Йосип Георгійович (1932) | 1920       | 1992                   |          |
| Патюта Ольга Мойсеївна                  | Гусарєв Йосип Георгійович (1932) | 1922       | 1992                   |          |
| Патюта Наталія Мойсеївна                | Гусарєв Йосип Георгійович (1932) | 1909-1995  | 1992                   |          |
| Періус Степанида Степанівна             | Головей Жанна Андріївна (1939) (Абарбанель Жанна Борисівна) | 1879-1955  | 2002                   |          |
| Періус Іван Васильович                  | Головей Жанна Андріївна (1939) (Абарбанель Жанна Борисівна) | 1860-1942  | 2002                   |          |
| Персіянова Марія Іванівна               | Жовинський Яків Овсійович (1911-1994) | 1889-1959  | 2001                   |          |
| Петрашова Марія Митрофанівна            | Петрашова Марина Олександрівна (1937) (Штейнберг Раїса Миколаївна) | 1892-1990  | 1995                   |          |
| Петрашов Олександр Васильович           | Петрашова Марина Олександрівна (1937) (Штейнберг Раїса Миколаївна) | 1896-1952  | 1995                   |          |
| Петрович Анеля Антонівна                | Плужникова (Гура) Марія Юхимівна (1936), Кантерман Наум Борисович | 1910-2000  | 1997                   |          |
| Петрович Олександр Йосипович            | Плужникова (Гура) Марія Юхимівна (1936), Кантерман Наум Борисович | 1890-1970  | 1997                   |          |
| Підлісна Ганна Сидорівна                | Криворог Леонід Степанович (1935), Криворог Володимир Степанович (1937-1999) | 1922-1987  | 2001                   |          |
| Підлісна Наталія Андріївна              | Борис (прізвище невідоме) (?-1943) | 1889-1958  | 1994                   |          |
| Підлісний Василь Терентійович           | Борис (прізвище невідоме) (?-1943) | 1883-1965  | 1994                   |          |
| Підлісний Павло Васильович              | Борис (прізвище невідоме) (?-1943) | 1909-1977  | 1994                   |          |
| Підлісна Ірина Миколаївна               | Борис (прізвище невідоме) (?-1943) | 1912-1996  | 1994                   |          |
| Піліневич Олександра Іванівна           | Починок (Шклярова) Марія Іванівна (1909-1989), Шкляров Володимир Йосипович (1935-2003), Деревянко (Шклярова) Алла Йосипівна (1937) | 1911-1982  | 2000                   |          |
| Полуянська Надія Миколаївна             | Лівшиц Марія Абрамівна (1911-?), Шубс Володимир Наумович (1925-?), Брейтерман Єлизавета Мойсеївна (1879-1959) | 1889-1977  | 1992                   |          |
| Попова Зоя Дмитрівна                    | Максименко Лідія Михайлівна (1941) | 1925-2008  | 1999                   |          |
| Попова Феодосія Францівна               | Максименко Лідія Михайлівна (1941) | 1896-1982  | 1999                   |          |
| Приліпко Домнікія Юхимівна              | Шпільберг (Павло Мащенко) (1904-?), Горобець (чоловік), хлопчик Славко (1939) | 1910-1996  | 1995                   |          |
| Присовська Галина Палладіївна           | Гамзе Євген Мойсейович (1920-1985) | 1920-1994  | 1994                   |          |
| Присовський Палладій Мойсейович         | Гамзе Євген Мойсейович (1920-1985) | 1889-1950  | 1994                   |          |
| Присовська Розалія Михайлівна           | Гамзе Євген Мойсейович (1920-1985) | 1893-1961  | 1994                   |          |
| Пустовалова (Бобовик) Олена Михайлівна  | Земченок Мальвіна Феліксівна (1893-1971), Склянський Георгій Ігорович (1939), Склянський Олександр Ігорович (1937) | 1927       |                        |          |
| П'яних Анастасія Василівна              | Винокуров Соломон Борисович, Винокуров Володимир Соломонович (1936-1978) | 1890-1986  | 1995                   |          |
| П'яних Тимофій Федорович                | Винокуров Соломон Борисович, Винокуров Володимир Соломонович (1936-1978) | 1888-1976  | 1995                   |          |
| П’янківська (Комарова) Ольга Миколаївна | Кобець Борис Миколайович (1927-1952), Кобець Віктор Миколайович (1929-1992), Ткаченко (Кобець) Лідія Миколаївна (1931) | 1931       |                        |          |

### Р
| П. І. Б. Праведника                   | Врятовані | Роки життя | Дата присвоєння звання | Примітки |
| ------------------------------------- | --- | ---------- | ---------------------- | -------- |
| Радецька Зінаїда Йосипівна            | Радецький Ігор Олексійович (1936)                                                                                    | 1870-1946  | 2001                   |          |
| Радченко Савелій Климентійович        | Шварцман Ревекка Аронівна (1921), Кисельов (Шварцман) Вячеслав Мойсейович (1940)                                     | 1887-1968  | 1995                   |          |
| Радченко Ганна Іванівна               | Шварцман Ревекка Аронівна (1921), Кисельов (Шварцман) Вячеслав Мойсейович (1940)                                     | 1887-1967  | 1995                   |          |
| Растренін Микола Геннадійович         | Голубенко (Локштанова) Зоя Григорівна (1928)                                                                         | 1925-2004  | 1998                   |          |
| Растреніна Ольга Іванівна             | Голубенко (Локштанова) Зоя Григорівна (1928)                                                                         | 1905-1972  | 1998                   |          |
| Раткіна (Носаль) Світлана Опанасівна  | Бродовський Юрій Володимирович (1937)                                                                                | 1928       |                        |          |
| Рафальська Віра Миколаївна            | Мазлах Елеонора Юріївна (1932)                                                                                       | 1907-2003  | 1998                   |          |
| Рафальський Павло Леонідович          | Мазлах Елеонора Юріївна (1932)                                                                                       | 1904-1988  | 1998                   |          |
| Рафальський Євген Павлович            | Мазлах Елеонора Юріївна (1932)                                                                                       | 1929-2005  | 1998                   |          |
| Резнікова (Іванова) Тетяна Іванівна   | Краківська Раїса (1898-?), Краківська Людмила Казимирівна (1927), Краківський Віктор Казимирович (1925)              | 1929       |                        |          |
| Ренська Катерина Тимофіївна           | Іванова Мендель Менделівна (1913), Іванова Софія Анатоліївна (1937), Курченко (Іванова) Єлизавета Анатоліївна (1935) | 1913-1996  | 1996                   |          |
| Рикаль-Фокуль Анастасія Варфоломіївна | Зуєв Василь Костянтинович (1915-1944)                                                                                | 1900-1964  | 1997                   |          |
| Ріццолатті Леоніда Фердинандівна      | Драпей (Карон) Ада Юріївна (1933)                                                                                    | 1923       | 2003                   |          |
| Родзевич Тетяна Йосипівна             | Степанська (Кавалерчик) Дора Іллівна (1901-1968), Кавалерчик Борис Ілліч (1915-1941)                                 | 1919-2005  | 1994                   |          |
| Родзевич (Кудрицька) Ольга Миколаївна | Степанська (Кавалерчик) Дора Іллівна (1901-1968), Кавалерчик Борис Ілліч (1915-1941)                                 | 1900-1983  | 1994                   |          |
| Рожченко (Лущеєва) Ольга Захарівна    | Баташева Геня Яківна (1924-1999), Пальті (Грінберг) Марія Зусівна (1929-2004)                                        | 1924       | 1992                   |          |

### С
| П. І. Б. Праведника                             | Врятовані | Роки життя | Дата присвоєння звання | Примітки |
| ----------------------------------------------- | --- | ---------- | ---------------------- | -------- |
| Сабірова Фатіма Навретдинівна                   | Смоленська (Брагинська) Ханна Абрамівна (1912-1970), Смоленський Леонід Олександрович (1933-2006)                                                                                  | 1904-1979  | 1995                   |          |
| Сабіров Миргазим Жамалетдинович                 | Смоленська (Брагинська) Ханна Абрамівна (1912-1970), Смоленський Леонід Олександрович (1933-2006)                                                                                  | 1929       | 1995                   |          |
| Сабірова Раїса Жамалетдинівна                   | Смоленська (Брагинська) Ханна Абрамівна (1912-1970), Смоленський Леонід Олександрович (1933-2006)                                                                                  | 1935       | 1995                   |          |
| Савенко (Кобець) Ольга Іванівна                 | Павлюк (Мітельман) Ілля Наумович (1934) | 1934       | 1999                   |          |
| Савицька (Криворот-Бакланова) Галина Єлизарівна | Коган Григорій Леонідович (1928-1984), Сидько Михайло Петрович (1936) | 1926       | 2003                   |          |
| Савченко Пелагея Омелянівна                     | Заславський Ізраїль Залманович (1925-1993) | 1900-1983  | 1994                   |          |
| Савченко Юрій Васильович                        | Заславський Ізраїль Залманович (1925-1993) | 1926-1999  | 1994                   |          |
| Садовська (Лось) Тетяна Олександрівна           | Садовська (Багаутдінова) Лариса Михайлівна (1939) | 1926-1999  | 2002                   |          |
| Сапельченко (Саченко) Ірина Омелянівна          | Можаровська (Шевчук) Віра Гнатівна (1938) | 1876-1961  | 2001                   |          |
| Свірська (Чаплінська) Варвара Григорівна        | Петровська Ента Іонівна (1914-?), Петровський Євген Миколайович (1936) | 1916       | 1998                   |          |
| Світлицька Анастасія Петрівна                   | Садовська (Багаутдінова) Лариса Михайлівна (1939) | 1881-1966  | 2002                   |          |
| Світлицька Ганна Петрівна                       | Садовська (Багаутдінова) Лариса Михайлівна (1939) | 1886-1971  | 2002                   |          |
| Світлицький Григорій Петрович                   | Садовська (Багаутдінова) Лариса Михайлівна (1939) | 1872-1999  | 2002                   |          |
| Сидоренко Ніна Михайлівна                       | Ігнатович Тамара Данилівна (1907-1972), Ігнатович Майя Семенівна | 1907-?     | 1991                   |          |
| Сидько Марія Андріївна                          | Коган Григорій Леонідович (1928-1984), Сидько Михайло Петрович (1936) |            | 2003                   |          |
| Сингаївська (Бреус) Галина Автономовна          | Власова (Єгорова) Софія Георгіївна (1936) | 1927-2010  | 1995                   |          |
| Сисак Леонід Васильович                         | дві дівчини | 1934       |                        |          |
| Сичевська Домнікія Федорівна                    | Акерман Ганна Абрамівна, Бейзман Ідель Давидович, Розенблат Арон Давидович, Кайзехер Натан Лейзерович, Зільберг Тамара Миколаївна (?-1953), Зільберг Борис (?-1942), Зонден Лейзер | 1871-1964  | 1994                   |          |
| Сичевська Євгенія Йосипівна                     | Акерман Ганна Абрамівна, Бейзман Ідель Давидович, Розенблат Арон Давидович, Кайзехер Натан Лейзерович, Зільберг Тамара Миколаївна (?-1953), Зільберг Борис (?-1942), Зонден Лейзер | 1916-2004  | 1994                   |          |
| Сичугова Євгенія Іванівна                       | Соловей (Осипова) Зоя Іванівна (1930) | 1900-1977  | 1999                   |          |
| Сичугов Михайло Миколайович                     | Соловей (Осипова) Зоя Іванівна (1930) | 1924-1945  | 1999                   |          |
| Сичугова Ольга Миколаївна                       | Соловей (Осипова) Зоя Іванівна (1930) | 1926-1972  | 1999                   |          |
| Сікоренко Ольга Андріївна                       | Лисенко (Якубенко) Світлана Андріївна (1938) | 1925       | 1998                   |          |
| Сірик Зінаїда Іванівна                          | Вайнштейн Наум Давидович (1898-?) | 1883-1944  |                        |          |
| Слободян Василь Севастянович                    | Яворська (Зусман) Марія Михайлівна (1910-1971), Яворський Леонід Олександрович (1929), Яворський Віталій Олександрович (1937-2004), Яворська Валентина Олександрівна (1941)        | 1891-1948  | 2002                   |          |
| Слободян Марія Владиславівна                    | Яворська (Зусман) Марія Михайлівна (1910-1971), Яворський Леонід Олександрович (1929), Яворський Віталій Олександрович (1937-2004), Яворська Валентина Олександрівна (1941)        | 1889-1984  | 2002                   |          |
| Слободян Наталія Василівна                      | Яворська (Зусман) Марія Михайлівна (1910-1971), Яворський Леонід Олександрович (1929), Яворський Віталій Олександрович (1937-2004), Яворська Валентина Олександрівна (1941)        | 1923       | 2002                   |          |
| Смолянська Ольга Федорівна                      | Новікова (Висотіна) Жанна Миколаївна (1938) | 1902-1943  |                        |          |
| Смородська (Яковенко) Марія Прокопівна          | Ребекка (1920-1995), циган Дмитро, Яковенко (Скорик) Сергій (Шая) (1928), Яковенко (Скорик) Михайло (1931)                                                                         | 1912-1966  | 2001                   |          |
| Соколова Марія Олександрівна                    | Зуховицький Семен Ізраїльович (1908-1998) |            | 1994                   |          |
| Соколова (Дороценківська) Ніна Олексіївна       | Лисий Яків Зиновійович (1907-1980) | 1927       | 1995                   |          |
| Соколов Михайло Хрисанфович                     | Соколова (Кисляр) Голда Шаївна (1905-1943), Дороценківська (Соколова) Лариса Григорівна (1934)                                                                                     | 1893-1982  | 1998                   |          |
| Соколов Юрій Дмитрович                          | Зуховицький Семен Ізраїльович (1908-1998) |            | 1994                   |          |
| Сорока Микола Арсентійович                      | Баташева Геня Яківна (1924-1999), Пальті (Грінберг) Марія Зусівна (1929-2004) | ?-1943     | 1992                   |          |
| Степаненко (Гончаренко) Зінаїда Фоківна         | Дінер (Маринич) Раїса Шулимівна (1921) | 1919-2007  | 1997                   |          |
| Степанович Варвара Гаврилівна                   | Константинівська Марія Ісааківна (1900-1956), Поліщук Шеля Ісааківна (1931-2000)                                                                                                   | 1897-1977  | 1992                   |          |
| Стрижевська (Козирєва) Надія Андріанівна        | Козира Галина Яківна (1932), Козира Леонід Якович (1939-2006) | 1925-2006  |                        |          |
| Стріла (Чмихало) Олена Пантелеймонівна          | Чмихало Валентин Олександрович (1936), Богуславська (Чмихало) Людмила Олександрівна (1937)                                                                                         | 1912-1982  | 2001                   |          |
| Стронько Іван Євменович                         | Стронько Юрій Михайлович (1937) | 1874-1957  | 1996                   |          |
| Сукало Акуліна Павлівна                         | Кузьма (Рознатовська) Лідія Костянтинівна (1935), Рознатовська (Вайсбрейм) Раїса Аркадівна (1915-1986), Долідзе (Вайсбрейм) Берта Аркадівна (1905-1983)                            | 1894-1942  | 1999                   |          |
| Сукало Валентина Романівна                      | Кузьма (Рознатовська) Лідія Костянтинівна (1935), Рознатовська (Вайсбрейм) Раїса Аркадівна (1915-1986), Долідзе (Вайсбрейм) Берта Аркадівна (1905-1983)                            | 1925       | 1999                   |          |
| Сукало Тамара Романівна                         | Кузьма (Рознатовська) Лідія Костянтинівна (1935), Рознатовська (Вайсбрейм) Раїса Аркадівна (1915-1986), Долідзе (Вайсбрейм) Берта Аркадівна (1905-1983)                            | 1926       | 1999                   |          |
| Супик Іван Пилипович                            | Шпільберг (Павло Мащенко) (1904-?), Горобець (чоловік), хлопчик Славко (1939) | 1900-1945  | 1995                   |          |
| Супик Наталія Юхимівна                          | Шпільберг (Павло Мащенко) (1904-?), Горобець (чоловік), хлопчик Славко (1939) | 1904-1981  | 1995                   |          |
| Супик (Савельева) Алла Іванівна                 | Шпільберг (Павло Мащенко) (1904-?), Горобець (чоловік), хлопчик Славко (1939) | 1933       | 1995                   |          |
| Сушицька Валентина Олексіївна                   | Ребекка (1920-1995), циган Дмитро, Яковенко (Скорик) Сергій (Шая) (1928), Яковенко (Скорик) Михайло (1931)                                                                         | 1929-1990  | 2001                   |          |
| Сушицька (Яковенко) Яніна Прокопівна            | Ребекка (1920-1995), циган Дмитро, Яковенко (Скорик) Сергій (Шая) (1928), Яковенко (Скорик) Михайло (1931)                                                                         | 1918-2003  | 2001                   |          |
| Счастна Ганна Іванівна                          | Семяновська (Косинкова) Віра Яківна (1938) | 1890-1971  | 2001                   |          |
| Счастний Степан Юхимович                        | Семяновська (Косинкова) Віра Яківна (1938) | 1885-1958  | 2001                   |          |

### Т
| П. І. Б. Праведника                   | Врятовані                                                                                                  | Роки життя | Дата присвоєння звання | Примітки |
| ------------------------------------- | --- | ---------- | ---------------------- | -------- |
| Тарадай Микола Дмитрович              | Шварцман Ревекка Аронівна (1921), Кисельов (Шварцман) Вячеслав Мойсейович (1940)                           | 1898-1975  | 1995                   |          |
| Тарадай Параска Іванівна              | Шварцман Ревекка Аронівна (1921), Кисельов (Шварцман) Вячеслав Мойсейович (1940)                           | 1905-1984  | 1995                   |          |
| Терлецька Ганна Михайлівна            | Гамзе Євген Мойсейович (1920-1985)                                                                         | 1920-2008  | 1994                   |          |
| Техан Іван Агапонович                 | Тарнопольська Малка Давидівна (1920-1965), Тарнопольський Геннадій Ігоревич (1939)                         | 1888-1951  | 2001                   |          |
| Техан Катерина Іванівна               | Тарнопольська Малка Давидівна (1920-1965), Тарнопольський Геннадій Ігоревич (1939)                         | 1927-1992  | 2001                   |          |
| Техан Марія Іванівна                  | Тарнопольська Малка Давидівна (1920-1965), Тарнопольський Геннадій Ігоревич (1939)                         | 1921-1989  | 2001                   |          |
| Техан Олена Федорівна                 | Тарнопольська Малка Давидівна (1920-1965), Тарнопольський Геннадій Ігоревич (1939)                         | 1900-1975  | 2001                   |          |
| Ткаченко Володимир Андрійович         | Козловська Есфір Абрамівна (1913-1989), Городецька Ріва, Рапопорт Гітля                                    |            |                        |          |
| Ткаченко (Яковенко) Ганна Прокопівна  | Ребекка (1920-1995), циган Дмитро, Яковенко (Скорик) Сергій (Шая) (1928), Яковенко (Скорик) Михайло (1931) | 1918-2003  | 2001                   |          |
| Ткаченко Наталія Василівна            | Бродський Ісаак Мойсейович (1914-1944), Городецький Соломон (1917-?)                                       | 1912-2000  | 1994                   |          |
| Тонкий Євген Максимович               | Зізенкова Лідія Сергіївна (1937) (Фельдман Лідія Хаїмовна)                                                 | 1931       | 1998                   |          |
| Тополь Віра Миколаївна                | Дубинська Надія Павлівна (1911-1979), Дубинський Борис Хаїмович (1935)                                     | 1912-2003  | 1997                   |          |
| Туркевич (Пахлова) Євгенія Миколаївна | Болотова (Жилинськая) Лариса Леонідівна (1930)                                                             | 1900-1983  | 1998                   |          |

### Ф
| П. І. Б. Праведника            | Врятовані                                                              | Роки життя | Дата присвоєння звання |  |
| ------------------------------ | ---------------------------------------------------------------------- | ---------- | ---------------------- |  |
| Філіппова Євдокія Павлівна     | Гаріна Нінель Юріївна (1924), Гарін Анатолій Юрійович (1927-1942)      | 1906-1978  | 2000                   |  |
| Філіппова Лідія Федорівна      | Гаріна Нінель Юріївна (1924), Гарін Анатолій Юрійович (1927-1942)      | 1930-?     | 2000                   |  |
| Фоміна Анастасія Костянтинівна | Михайлівський Василь Васильович (1937) (Кац Цезар Петрович)            | 1910-1980  | 1993                   |  |
| Фукс Кароліна Христофорівна    | Петровська Ента Іонівна (1914-?), Петровський Євген Миколайович (1936) |            | 1998                   |  |

### Х
| П. І. Б. Праведника           | Врятовані                                  | Роки життя | Дата присвоєння звання |  |
| ----------------------------- | ------------------------------------------ | ---------- | ---------------------- |  |
| Храновська Надія Антонівна    | Моргуновський Віктор Йосипович (1914-1993) | 1860-1943  | 1993                   |  |
| Хуторська Олександра Іванівна | Бродський Ісаак (1914-1944)                | 1917-2005  | 2002                   |  |
| Хуторська Параска Никифорівна | Бродський Ісаак (1914-1944)                | 1888-1961  | 2002                   |  |

### Ч
| П. І. Б. Праведника                        | Врятовані                                                                                           | Роки життя | Дата присвоєння звання |  |
| ------------------------------------------ | --------------------------------------------------------------------------------------------------- | ---------- | ---------------------- |  |
| Чайка Панас Антонович                      | Екель Яків Петрович (1923-1991)                                                                     | 1908-1966  | 1992                   |  |
| Чайка (Люлько) Федора Феодосіївна          | Екель Яків Петрович (1923-1991)                                                                     | 1912-1983  | 1992                   |  |
| Чайка Віктор Панасович                     | Екель Яків Петрович (1923-1991)                                                                     | 1931-1998  | 1992                   |  |
| Чаплінська Надія Терентіївна               | Петровська Ента Іонівна (1914-?), Петровський Євген Миколайович (1936)                              | 1891-1972  | 1998                   |  |
| Чаплінський Анатолій Григорович            | Петровська Ента Іонівна (1914-?), Петровський Євген Миколайович (1936)                              | 1927-2001  | 1998                   |  |
| Чаплінський Григорій Федорович             | Петровська Ента Іонівна (1914-?), Петровський Євген Миколайович (1936)                              | 1888-1964  | 1998                   |  |
| Чернецова (Рожновська) Юзефа Станіславівна | Гер Олексій Шльомович (1940), Гер (Соловйов) Олександр Шльомович (1937), Гер Нонна Шльомівна (1941) | 1920-2001  | 1998                   |  |
| Четвертиков Петро Спиридонович             | дві дівчини                                                                                         | 1910-1943  | 1992                   |  |
| Чехова (Бондаренко) Людмила Іванівна       | Дашкевич Раїса Генріхівна (Когут Рахіль Генахівна) (1911-2004)                                      | 1902-1960  | 1992                   |  |
| Чехова Наталія Володимирівна               | Дашкевич Раїса Генріхівна (Когут Рахіль Генахівна) (1911-2004)                                      | 1926-2002  | 1992                   |  |
| Чмихало Марія Антонівна                    | Чмихало Валентин Олександрович (1936), Богуславська (Чмихало) Людмила Олександрівна (1937)          | 1888-1974  | 2001                   |  |
| Чмихало Пантелеймон Васильович             | Чмихало Валентин Олександрович (1936), Богуславська (Чмихало) Людмила Олександрівна (1937)          | 1888-1967  | 2001                   |  |
| Чумаченко (Абрамова) Наталія Олександрівна | Заславський Олександр Аркадійович (1916)                                                            | 1928-1999  | 1999                   |  |

### Ш
| П. І. Б. Праведника                          | Врятовані | Роки життя | Дата присвоєння звання |  |
| -------------------------------------------- | --- | ---------- | ---------------------- |  |
| Шаповалова (Андрієвська) Інна Іванівна       | Соколова (Кисляр) Голда Шаївна (1905-1943), Дороценківська (Соколова) Лариса Григорівна (1934) | 1934       | 1998                   |  |
| Шарандаченко Олександра Пилипівна            | Брандт Марія Марківна (1912-1970), Колісник Аліна Іванівна (1932) | 1910-1995  | 1994                   |  |
| Шевченко (Підлісна) Ірина Василівна          | Борис (прізвище невідоме) (?-1943) | 1910-1979  | 1994                   |  |
| Шевчук Гнат Антонович                        | Можаровська (Шевчук) Віра Гнатівна (1938) | 1889-1962  | 2001                   |  |
| Шевчук Єлизавета Омелянівна                  | Можаровська (Шевчук) Віра Гнатівна (1938) | 1911-2000  | 2001                   |  |
| Шевчук Марія Прокопівна                      | Козловська Есфір Абрамівна (1913-1989), Городецька Ріва, Рапопорт Гітля | 1922-2000  |                        |  |
| Шевчук Мотря Михайлівна                      | Копоровська Рената Григорівна (1936), Копоровський Валентин Григорович (1937-1961), Копоровська Лідія Іванівна (1915-?) | 1905-1984  | 2001                   |  |
| Шевчук Прокопій Ісаакович                    | Козловська Есфір Абрамівна (1913-1989), Городецька Ріва, Рапопорт Гітля | 1899-1969  |                        |  |
| Шелестовська Раїса Михайлівна                | Константинівська Марія Ісааківна (1900-1956), Поліщук Шеля Ісааківна (1931-2000) | 1917-2009  | 1992                   |  |
| Шестовська (Вольтер) Олександра Денисівна    | Вольтер Неоліда Анатоліївна (1934), Вольтер Анатолій Володимирович (1911-1996) | 1914-1996  |                        |  |
| Шмигельський Борис Миколайович               | Каган Йосип Ісаакович (1923-1981) | 1925-2002  | 1997                   |  |
| Шреєр Онисія Яківна                          | Кагарлицький Мойсей Григорович (1926) |            | 1994                   |  |
| Шуранова (Єгоричева-Глаголєва) Зоя Сергіївна | Міркина-Єгоричева Ізабелла Наумівна (1905-1954), Міркина-Єгоричева Ірина (1932-1998), Шевельова Поліна Давидівна (1915-1980), Шевельова Євгенія Абрамівна (1882-1963), Ліберман Веніамін Абрамович (1907-1984), Гермайзе Людмила Борисівна (1902-1943) | 1933       | 1992                   |  |

### Щ
| П. І. Б. Праведника            | Врятовані                               | Роки життя | Дата присвоєння звання |  |
| ------------------------------ | --------------------------------------- | ---------- | ---------------------- |  |
| Щоголева Людмила Ксенофонтівна | Павлюк (Мітельман) Ілля Наумович (1934) | 1866-1942  | 1999                   |  |
| Щуровська Марія Олексіївна     | Каган Йосип Ісаакович (1923-1981)       | 1898-1988  | 1997                   |  |
| Щуровський Віктор Вікторович   | Каган Йосип Ісаакович (1923-1981)       | 1925       | 1997                   |  |
| Щуровський Юрій Вікторович     | Каган Йосип Ісаакович (1923-1981)       | 1923-2003  | 1997                   |  |

### Ю
| П. І. Б. Праведника      | Врятовані                             | Роки життя | Дата присвоєння звання |  |
| ------------------------ | ------------------------------------- | ---------- | ---------------------- |  |
| Юрченко Віктор Дмитрович | Гальперіна Марія Максівна (1910-1992) |            | 1994                   |  |
| Юрченко Олена Григорівна | Гальперіна Марія Максівна (1910-1992) |            | 1994                   |  |

### Я
| П. І. Б. Праведника                   | Врятовані | Роки життя | Дата присвоєння звання |  |
| ------------------------------------- | --- | ---------- | ---------------------- |  |
| Якимова Леоніда Ферапонтівна          | Драпей (Карон) Ада Юріївна (1933) | 1886-1976  | 2003                   |  |
| Якимов Микола Ферапонтович            | Драпей (Карон) Ада Юріївна (1933) | 1889-1976  | 2003                   |  |
| Яковенко Прокіп Кирилович             | Ребекка (1920-1995), циган Дмитро, Яковенко (Скорик) Сергій (Шая) (1928), Яковенко (Скорик) Михайло (1931)                                                                                  | 1887-1962  | 2001                   |  |
| Яковенко Уляна Леонтіївна             | Ребекка (1920-1995), циган Дмитро, Яковенко (Скорик) Сергій (Шая) (1928), Яковенко (Скорик) Михайло (1931)                                                                                  | 1889-1972  | 2001                   |  |
| Яковенко Петро Прокопович             | Ребекка (1920-1995), циган Дмитро, Яковенко (Скорик) Сергій (Шая) (1928), Яковенко (Скорик) Михайло (1931)                                                                                  | 1922-1996  | 2001                   |  |
| Якубенко Марія Кононівна              | Лисенко (Якубенко) Світлана Андріївна (1938) | 1885-1958  | 1998                   |  |
| Якубенко Тетяна Михайлівна            | Лисенко (Якубенко) Світлана Андріївна (1938) |            | 1998                   |  |
| Якубенко Андрій Михайлович            | Лисенко (Якубенко) Світлана Андріївна (1938) | 1881-1955  | 1998                   |  |
| Янченко Єфросинія Антонівна           | Світлична Ольга Мойсеївна (1911-2004), Світличний Володимир Васильович (1936), Світлична Лариса Василівна (1939)                                                                            | 1901-1995  |                        |  |
| Янченко Андрій Семенович              | Світлична Ольга Мойсеївна (1911-2004), Світличний Володимир Васильович (1936), Світлична Лариса Василівна (1939)                                                                            | 1895-1973  |                        |  |
| Янченко Валентина Андріївна           | Світлична Ольга Мойсеївна (1911-2004), Світличний Володимир Васильович (1936), Світлична Лариса Василівна (1939)                                                                            | 1920-1998  |                        |  |
| Ярова (Бойко) Софія Григорівна        | Липницька Тойба Гедаліївна, Липницький Самуїл Абрамович (1908-1944), Липницька (Бродська) Мара Самуїлівна (1929-2001), Липницький Аркадій Самуїлович (1938-1990), сестри Пікман Неля і Віра | 1925       | 1994                   |  |
| Ясинська (Власенко) Люся Валентинівна | Плужникова (Гура) Марія Юхимівна (1936), Кантерман Наум Борисович | 1932       | 1997                   |  |
| Яшкін Михайло Євгенович               | Пенсатий Абрам Ісаакович (1914-2007) | 1905-1989  | 2001                   |  |